# Bartalis Antal
Bartalis Antal (Gyergyószárhegy, 1749. október 13. – Gyulafehérvár, 1797. június 8.) katolikus pap.

## Élete
Iskoláit Miházán, Csíksomlyón és Kolozsváron végezte, majd Gyulafehérváron és Nagyszombatban részesült teológiai képzésben. 1776. október 1-jétől Gyergyószentmiklóson lett káplán, majd 1777. augusztus 3-tól a parajdi sóbányáknál lett administer. 1781. október 9-étől Marosvásárhelyen, 1782. május 3-tól Nagyszebenben szolgált. 1788. április 15-től Jegenyén volt plébános. Feltehetőleg a kolozsvári szabadkőműves páholy tagja volt. 1794 után megőrült, és 1797-ben egy katonai kórházban meghalt. (Schedius Lajos szerint 1802-ben már nem élt.)
A jegenyei plébánia történetéről szóló művében megemlít egy magyar nyelvű nyomtatványt, amelyet állítólag 1484-ben Nürnbergben nyomtattak, és amelyben Szent István király jobb kezének megtalálásáról van szó. A kutatók mai álláspontja szerint Bartalis szándékosan hamisított, de az sem zárható ki, hogy ez már elmezavarának egyik tünete volt.

## Művei
- Ortus et Occasus imperii Romanorum in Dacia mediterranea. Posonii, 1787.
- Notitia parochiae Jegenyensis. Claudiopoli, 1794.